# Sabrina Setlur

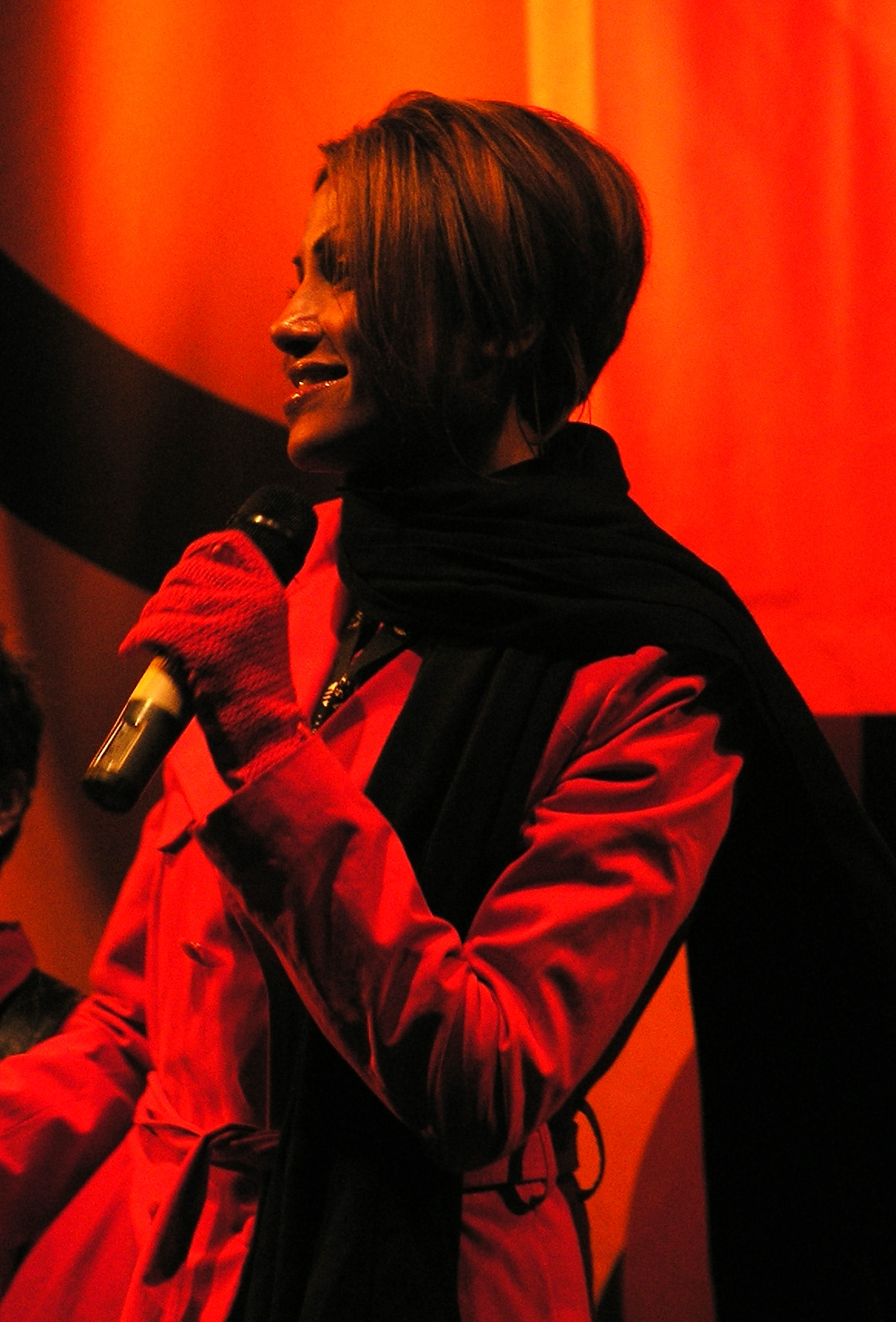
Sabrina Setlur

Sabrina Setlur (Frankfurt am Main, 10 januari 1974) is de meest succesvolle vrouwelijke rapper van Duitsland.

## Discografie

### Albums
| Jaar | Titel                                    |  |
| ---- | ---------------------------------------- |  |
| Jaar | Titel                                    |  |
| 1995 | S ist soweit                             |  |
| 1997 | Die neue S-Klasse                        |  |
| 1999 | Aus der Sicht und mit den Worten von ... |  |
| 2003 | Sabs                                     |  |
| 2005 | 10 Jahre (Best of 1995 to 2004)          |  |
| 2007 | Rot                                      |  |

### Singles
| Jahr | Titel                                                      | Chart | Album                                    |                                     |   |              |
| ---- | ---------------------------------------------------------- | ----- | ---------------------------------------- | ----------------------------------- | - | ------------ |
| Jahr | Titel                                                      | 1995  | Album                                    | Hier kommt die Schwester / Pass auf | - | S ist soweit |
| 1995 | Ja klar (featuring Rödelheim Hartreim Projekt)             | 14    | S ist soweit                             |                                     |   |              |
| 1997 | Du liebst mich nicht                                       | 1     | Die neue S-Klasse                        |                                     |   |              |
| 1997 | Glaubst du mir?                                            | 17    | Die neue S-Klasse                        |                                     |   |              |
| 1997 | Nur mir                                                    | 27    | Die neue S-Klasse                        |                                     |   |              |
| 1997 | Freisein (Sabrina Setlur introducing Xavier Naidoo)        | 23    | Die Neue S-Klasse                        |                                     |   |              |
| 1998 | Licence 2 Kill (met 3p)                                    | 21    | 3p: Revolution / Evolution (VÖ 2000)     |                                     |   |              |
| 1998 | Folge dem Stern (featuring Illmatic & Bruda Sven)          | 99    | Die neue S-Klasse                        |                                     |   |              |
| 1999 | Bring My Familiy Back (Faithless featuring Sabrina Setlur) | 48    | Sunday 8PM / Saturday 3AM                |                                     |   |              |
| 1999 | Ich leb' für Dich                                          | 27    | Aus der Sicht und mit den Worten von ... |                                     |   |              |
| 1999 | Hija (featuring Cora E. & Brixx)                           | 35    | Aus der Sicht und mit den Worten von ... |                                     |   |              |
| 2000 | Letzte Bitte                                               | 81    | Aus der Sicht und mit den Worten von ... |                                     |   |              |
| 2000 | Alles (featuring Xavier Naidoo)                            | 16    | Anatomie (OST)                           |                                     |   |              |
| 2001 | Keine ist                                                  | 54    | POP 2000 Collection                      |                                     |   |              |
| 2003 | Ich bin so                                                 | 23    | Sabs                                     |                                     |   |              |
| 2003 | Liebe (featuring Glashaus & Franziska)                     | 52    | Sabs                                     |                                     |   |              |
| 2004 | Baby                                                       | 22    | Sabs                                     |                                     |   |              |
| 2005 | Mein Herz                                                  | 65    | Sabs / 10 Jahre (Best of 1995 to 2004)   |                                     |   |              |
| 2007 | Lauta                                                      | 25    | Rot                                      |                                     |   |              |
| 2007 | I Think I Like It                                          | 80    | Rot                                      |                                     |   |              |

## Prijzen

### 1995
- VIVA Comet - Hip-Hop Act
- ECHO - Künstlerin National

### 1997
- VIVA Comet - Act National

### 1998
- VIVA Comet - Video National voor Glaubst Du mir
- ECHO - Künstlerin National
- Silber Otto - Bester Hip-Hop Act

### 2000
- Goldene Kamera
- Regenbogen Award
- ECHO - Künstlerin National
- 1Live Comet